# Адриан Фернандес
Адриан Густаво Фернандес, наричан накратко Каруча, е аржентински футболист. Роден е на 28 ноември 1980 г., в окръг Генерал Сан Мартино Партидо, Аржентина.

## Кариера
Каруча започва кариерата си в Нуева Чикаго и пет години играе за този тим във втора аржентинска дивизия. За Нуева нападателят има 102 мача и 28 гола. След това преминава за кратко през Ел Порвенир, преди да подпише договор с чилийския гранд Коло Коло. През лятото на 2008 Фернандес преминава в ПФК Черно море (Варна). След една година престой при варненци Фернандес преминава в редиците на Бургаския Черноморец там той играе на позиция централен нападател. Носи номер 9 на гърба си. На 7 декември 2010 г. е освободен от Черноморец.

## Статистика по сезони
| Сезон    | Отбор           | Първенство       | Мачове | Голове |
| -------- | --------------- | ---------------- | ------ | ------ |
| 2008/ес. | Черно море (Вн) | А футболна група | 12     | 4      |
| 2009/пр. | Черноморец (Бс) | А футболна група | 11     | 5      |
| 2009/10  | Черноморец (Бс) | А футболна група | 21     | 7      |
| 2010/ес. | Черноморец (Бс) | А футболна група | 14     | 2      |